# Близнюк Ольга Миколаївна
О́льга Микола́ївна Близню́к — українська науковиця; професор, доктор технічних наук.

## З життєпису
1986 року закінчила Харківський політехнічний інститут; спеціальність «Біотехнології та біоінженерія»; інженер-хімік-технолог. Відтоді там і працює.
1991 року здобула науковий ступінь кандидата технічних наук. 1996-го присвоєно вчене звання доцента кафедри Фізичної хімії.
2010 року здобула науковий ступінь доктора технічних наук. Тема дисертації: «Каталітичні процеси в технології нітроген окcидів та нітратної кислоти».
2011-го здобула вчене звання професора; кафедра фізичної хімії.
2020 року призначена на посаду завідувачки кафедри біотехнології, біофізики та аналітичної хімії.
Керівник наукової школи «Хімічні та біотехнології».
Серед робіт:
- «Технологія зв'язаного нітрогену. Синтез і відновлення оксиду динітрогену»; 2019. Співавтори Григорій Іванович Гринь, Созонтов Віктор Гнатович, Микола Володимирович Кошовець, Валентин Васильович Казаков, Анатолій Сергійович Савенков, Інна Василівна Кравченко, Олександр Вікторович Суворін, Євген Іванович Зубцов, Марина Анатоліївна Ожередова, Микола Іванович Азаров, Наталія Юріївна Масалітіна, Валерій Михайлович Москалик.